# Canillejas
Canillejas é um dos oito bairros do distrito de San Blas, em Madrid, Espanha. Tem uma superfície de 159,76 hectares e 31.384 habitantes (2009). 

## História
Uma das povoações mais antigas da região de Madri, no noroeste da capital, fundada no século XIII]. No estudo dos povos, ordenado pelo Cardeal Cisneros no século XVI, aparece Canillejas dentro dos municípios de Toledo. Aparece também nas Relaciones Topográficas de Felipe II, assim como no Catastro de Ensenada. As menções ao município sempre são colocadas em termos de riqueza no volume de trigo produzido. Também se referiu à existência da Paróquia mudéjar de Santa María la Blanca, do século XV /XVI, e uma venda em que foram alterados antigos estábulos de Aragão Road, que ligavam Madrid com Alcalá de Henares, Guadalajara, Zaragoza e Barcelona, seguindo um caminho hoje fossilizado pela A-2.
O atual distrito de San Blas - Canillejas aparece como terra de trabalho no primeiro mapa de Canillejas, do ano de 1875, que era o único núcleo populacional.